# Mesochorus skaneus
Mesochorus skaneus là một loài tò vò trong họ Ichneumonidae.